# Orthopsyllus major
Orthopsyllus major is een eenoogkreeftjessoort uit de familie van de Orthopsyllidae. De wetenschappelijke naam van de soort is voor het eerst geldig gepubliceerd in 1939 door Klie.